# 王の道 (パレスチナ)

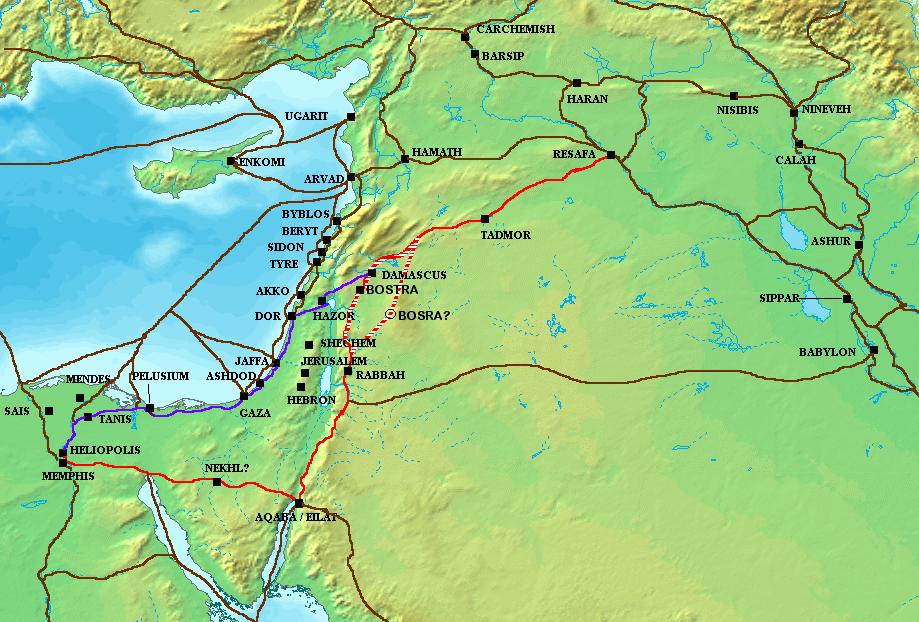
赤い線が「王の道」、地中海岸を通る紫の線は「海の道」

王の道(おうのみち)はヨルダン川の谷と死海の東を南北に走り、エジプトとメソポタミアを結ぶ幹線道路で、アカバ湾岸のエラテからディボン、ヘシュボン、ラバテ・アンモン、ラモテ・ギルアデ、アシュタロテなどの町をへてダマスコに至る道。旧約聖書にも登場する。
王の道の周辺には、青銅器時代からすでに住居や要塞が発見されているので、この道路は前23世紀から20世紀の間には使用されていたと考えられる。
創世記14章でケドルラオメルと彼にくみした5人の王と戦った時に、王の道を通ってきたと考えられる。モーセを指導者としてエジプトを出たイスラエル民族は、エドムの王とエモリ人の王シホンに彼らの領土を通ることを申請して拒絶された。この時、イスラエル民族はシホンと戦い、その地を占領した。
ソロモン王の治世においては、アカバ湾岸のエツヨン・ゲベル（エラテ）とユダとアラム（シリヤ）を結ぶ重要な交易路であった。